# Bahnstrecke Pivka–Rijeka
| |                                |                                      |                                      |
| Streckennummer: | 64 (SŽ) / M203 (HŽ)            |                                      |                                      |
| Kursbuchstrecke: | 80 (HŽ)                        |                                      |                                      |
| Streckenlänge: | 55,386 km                      |                                      |                                      |
| Spurweite: | 1435 mm (Normalspur)           |                                      |                                      |
| Streckenklasse: | C2 (SŽ) / D4 (HŽ)              |                                      |                                      |
| Stromsystem: | Pivka–Šapjane: 3 kV =          |                                      |                                      |
| Stromsystem: | Šapjane–Rijeka: 25 kV, 50 Hz ~ |                                      |                                      |
| Maximale Neigung: | 25 ‰                           |                                      |                                      |
| Streckengeschwindigkeit: | 75 (SŽ) / 50 (HŽ) km/h         |                                      |                                      |
| |                                |                                      |                                      |
| \| \| \| von (Wien–) Spielfeld-Straß \| \| \| \| 0,000 \| Pivka \| (578 m) \| \| \| \| nach Triest \| \| \| \| 4,400 \| Narin \| Narin \| \| \| \| \| \| \| \| \| \| \| \| \| \| \| \| \| \| 9,100 \| Kilovče \| Kilovče \| \| \| 16,000 \| Ilirska Bistrica \| (405 m) \| \| \| \| Reka \| \| \| \| 22,000 \| Mala Bukovica \| Mala Bukovica \| \| \| \| \| \| \| \| 24,490 \| Staatsgrenze Slowenien–Kroatien \| Staatsgrenze Slowenien–Kroatien \| \| \| \| \| \| \| \| 27,816 \| Šapjane \| Šapjane \| \| \| \| Autobahn A7 \| \| \| \| 34,645 \| Brgud \| Brgud \| \| \| 37,539 \| Permani \| Permani \| \| \| 39,832 \| Jurdani \| (343 m) \| \| \| 41,345 \| Jušići \| Jušići \| \| \| \| Autobahn A7 \| \| \| \| 43,039 \| Rukavac \| Rukavac \| \| \| \| \| \| \| \| 45,758 \| Opatija-Matulji \| (210 m) \| \| \| \| Straßenbahn Abbazia \| \| \| \| \| Autobahn A8 \| \| \| \| 52,138 \| ehem. Landesgrenze Österreich–Ungarn[1] \| ehem. Landesgrenze Österreich–Ungarn[1] \| \| \| 52,772 \| Krnjevo \| Krnjevo \| \| \| 55,386 \| Rijeka \| (5 m) \| \| \| \| nach Zagreb \| \| \| \| \| \| \| \| Quellen: [2][3][4][5] \| \| \| \| |                                |                                      |                                      |
| Strecke |                                | von (Wien–) Spielfeld-Straß          | von (Wien–) Spielfeld-Straß          |
| Bahnhof | 0,000                          | Pivka                                | (578 m)                              |
| Abzweig geradeaus und nach rechts |                                | nach Triest                          | nach Triest                          |
| Haltepunkt / Haltestelle | 4,400                          | Narin                                | Narin                                |
| Tunnel |                                |                                      |                                      |
| Tunnel |                                |                                      |                                      |
| Tunnel |                                |                                      |                                      |
| Haltepunkt / Haltestelle | 9,100                          | Kilovče                              | Kilovče                              |
| Bahnhof | 16,000                         | Ilirska Bistrica                     | (405 m)                              |
| Brücke über Wasserlauf |                                | Reka                                 | Reka                                 |
| ehemaliger Haltepunkt / Haltestelle | 22,000                         | Mala Bukovica                        | Mala Bukovica                        |
| Tunnelanfang |                                |                                      |                                      |
| Grenze (im Tunnel) | 24,490                         | Staatsgrenze Slowenien–Kroatien      | Staatsgrenze Slowenien–Kroatien      |
| Tunnelende |                                |                                      |                                      |
| Bahnhof | 27,816                         | Šapjane                              | Šapjane                              |
| Brücke |                                | Autobahn A7                          | Autobahn A7                          |
| ehemaliger Haltepunkt / Haltestelle | 34,645                         | Brgud                                | Brgud                                |
| Haltepunkt / Haltestelle | 37,539                         | Permani                              | Permani                              |
| Bahnhof | 39,832                         | Jurdani                              | (343 m)                              |
| Haltepunkt / Haltestelle | 41,345                         | Jušići                               | Jušići                               |
| Brücke |                                | Autobahn A7                          | Autobahn A7                          |
| Haltepunkt / Haltestelle | 43,039                         | Rukavac                              | Rukavac                              |
| Tunnel |                                |                                      |                                      |
| Bahnhof | 45,758                         | Opatija-Matulji                      | (210 m)                              |
| Kreuzung mit U-Bahn geradeaus oben (Querstrecke außer Betrieb) |                                | Straßenbahn Abbazia                  | Straßenbahn Abbazia                  |
| Brücke |                                | Autobahn A8                          | Autobahn A8                          |
| Grenze | 52,138                         | ehem. Landesgrenze Österreich–Ungarn | ehem. Landesgrenze Österreich–Ungarn |
| Haltepunkt / Haltestelle | 52,772                         | Krnjevo                              | Krnjevo                              |
| Bahnhof | 55,386                         | Rijeka                               | (5 m)                                |
| Strecke |                                | nach Zagreb                          | nach Zagreb                          |
| |                                |                                      |                                      |
| Quellen: |                                |                                      |                                      |

Die Bahnstrecke Pivka–Rijeka ist eine Hauptbahn in Slowenien und Kroatien, die die Verbindung zwischen der Bahnstrecke Ljubljana–Trieste und der kroatischen Hafenstadt Rijeka herstellt. Sie ist rund 55 km lang, eingleisig und elektrifiziert.

## Geschichte
Die Eisenbahnstrecke von Pivka nach Rijeka wurde 1859 von der österreichischen Staatsverwaltung konzessioniert und als Zweigbahn der Erzherzog Johann-Bahn durch die Südbahngesellschaft erbaut und 1873 eröffnet. Die mit der Eisenbahnstrecke geschaffene direkte Erreichbarkeit von Wien führte unter anderem zu einem erheblichen Aufschwung des Seebades Abbazia.
Im Ergebnis des Ersten Weltkriegs und auf Grundlage der Verträge von St. Germain und Rapallo wurde das Einzugsgebiet der Strecke an Italien angegliedert. Auch die Eisenbahnstrecke Pivka–Rijeka fiel auf dieser Grundlage an die Italienischen Staatseisenbahnen. Nach dem Zweiten Weltkrieg und infolge der Pariser Friedenskonferenz 1946 gelangte die Region zu Jugoslawien, die Eisenbahnanlagen zur Jugoslawischen Staatsbahn.
Mit dem Zerfall Jugoslawiens gingen 1991 die jeweiligen Teilstrecken wiederum auf die neu gegründete Eisenbahngesellschaften Sloweniens (Slovenske železnice, SŽ) und Kroatiens (Hrvatske željeznice, HŽ) über.

## Streckenverlauf
Im Bahnhof Pivka zweigt die Strecke südwärts von der Südbahn ab und umfährt zunächst westlich das kleine Becken von Šmihel. Nach Übertritt an die Osthänge des Rekatals folgt sie diesem bis Ilirska Bistrica. Den Höhenkamm des Küstengebirges südlich von Ilirska unterquert die Strecke im Tunnel und verläuft anschließend parallel zur Autocesta A7 in einer breiten Geländefurche Richtung Matulji. Unter Schleifenbildung um Rukavac herum steigt sie am Küstengebirgshang Richtung Rijeka ab und erreicht knapp über dem Meeresspiegel den Bahnhof Rijeka.

## Elektrifizierung
Nachdem bereits 1935 die damals italienische Teilstrecke Triest–Postojna der ehemaligen österreichischen Südbahn mit dem italienischen Bahnstromsystem mit 3 kV Gleichspannung elektrifiziert wurde, wurde 1936 auch die Strecke Pivka–Rijeka von den Italienischen Staatseisenbahnen mit diesem System ausgerüstet. 1953 begannen die Jugoslawischen Eisenbahnen, die Elektrifizierung nach italienischen Normen in Richtung Zagreb fortzuführen. 1970 war die Gesamtstrecke elektrisch befahrbar, doch hatten sich die JŽ inzwischen für die Anwendung von hochgespannter Wechselspannung entschieden. Weil Systemtrennstellen im Raum Zagreb vermieden werden sollten, wurde der Systemwechsel schließlich 1987 in den Bahnhof Moravice verlegt. Nach dem Zerfall von Jugoslawien wurde die Teilung einer Strecke im Kroatien in einen Wechsel- und einen Gleichspannungsabschnitt deutlich hinderlicher, zumal der Vorteil des durchgehenden Betriebes zwischen Pivka und Rijeka keine Rolle mehr spielte. Im Grenzbahnhof Šapjane wurde nach der Unabhängigkeit beider Staaten vom Gesamtstaat Jugoslawien sehr schnell begonnen, die Lokomotiven zu wechseln. Der slowenische Regionalverkehr wurde bis Illirska Bistrica zurückgezogen.
Nach mehrjährigen Bauarbeiten wurde die kroatische Teilstrecke Šapjane–Rijeka Mitte Dezember 2012 zusammen mit dem Abschnitt Moravice–Rijeka der Bahnstrecke Zagreb–Rijeka von den Kroatischen Eisenbahnen auf das Wechselstromsystem mit 25 kV und 50 Hz umgestellt. Der Bahnhof Šapjane wurde damit wie vorher Moravice zu einem klassischen Systemwechselbahnhof mit Querteilung. Die nördlich davon liegenden knapp drei Streckenkilometer bis zur Staatsgrenze mit Slowenien sind damit der letzte, mit Gleichspannung elektrifizierte Streckenabschnitt in Kroatien.

## Heutiger Betrieb
Im Jahresfahrplan 2017 wird die Gesamtstrecke von täglich zwei Schnellzugpaaren der Relation Ljubljana–Rijeka bedient. Die Fahrzeit beträgt in beiden Richtungen jeweils knapp zwei Stunden und 50 Minuten, davon rund eine Stunde und 45 Minuten für die Teilstrecke zwischen Pivka und Rijeka, einschließlich Grenzaufenthalt und Lokomotivwechsel. Schienenpersonennahverkehr auf kroatischer Seite beschränkt sich derzeit (Stand: August 2022) auf sechs werktägliche Zugpaare zwischen Rijeka und Permani. Im slowenischen Binnenverkehr zwischen Pivka und Ilirska Bistrica verkehren im Jahresfahrplan 2021 an Wochentagen sieben Zugpaare, am Wochenende ist der Betrieb stark eingeschränkt. Die Fahrzeit beträgt etwa 16 Minuten, ein Taktfahrplan besteht nicht.

## Galerie

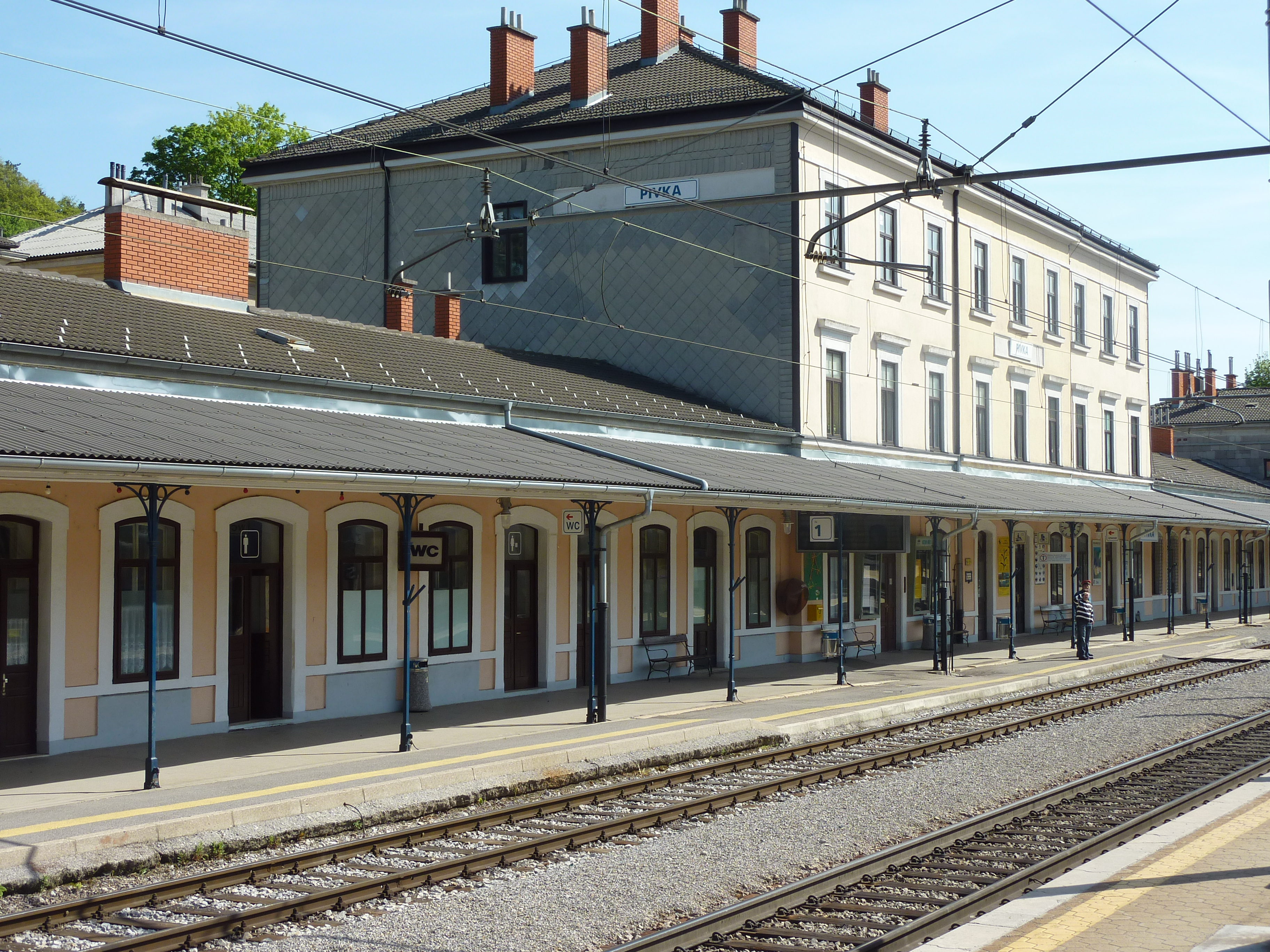
Empfangsgebäude des Bahnhofs Pivka (2011)
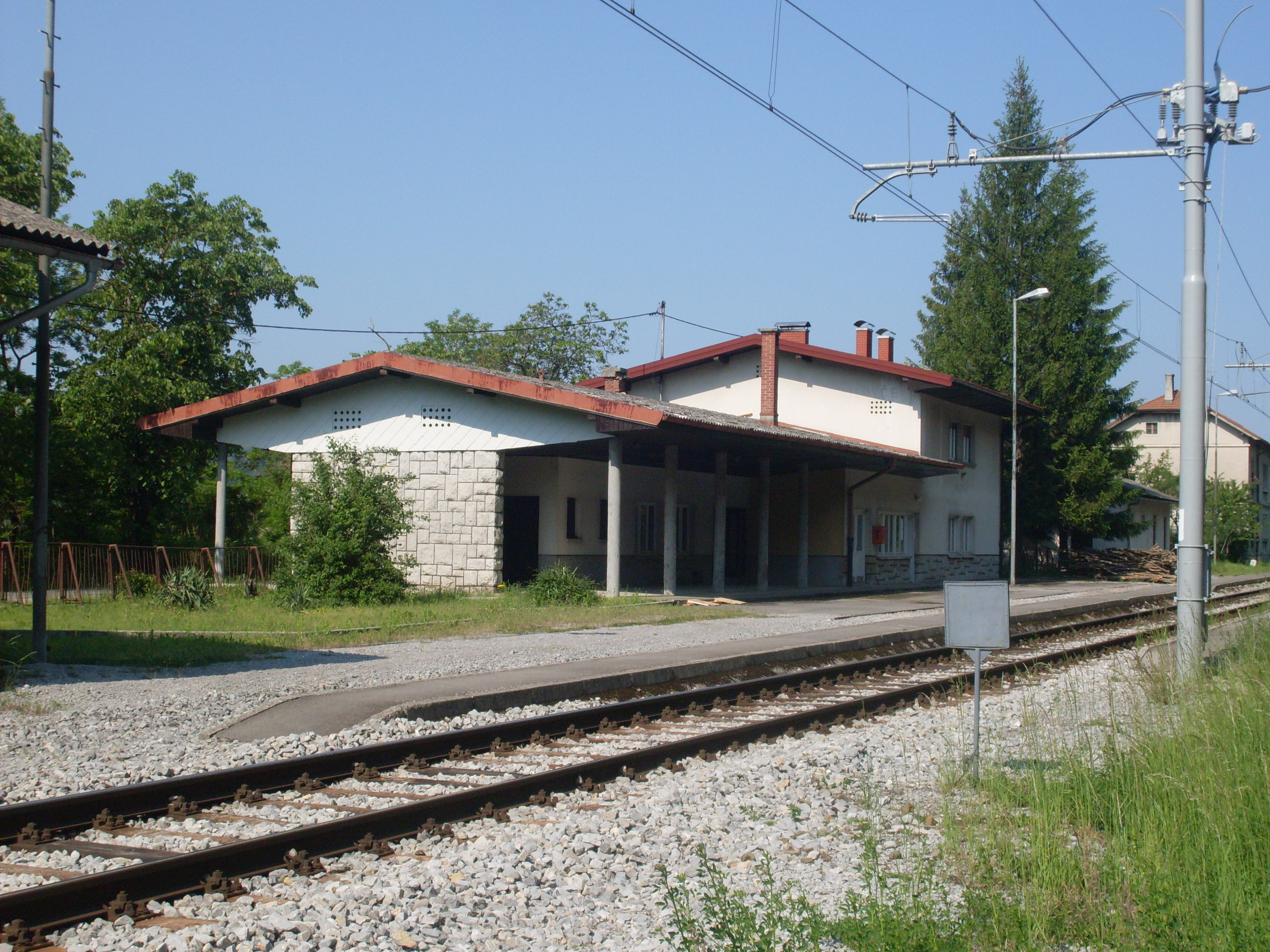
Haltepunkt Kilovče (2011)
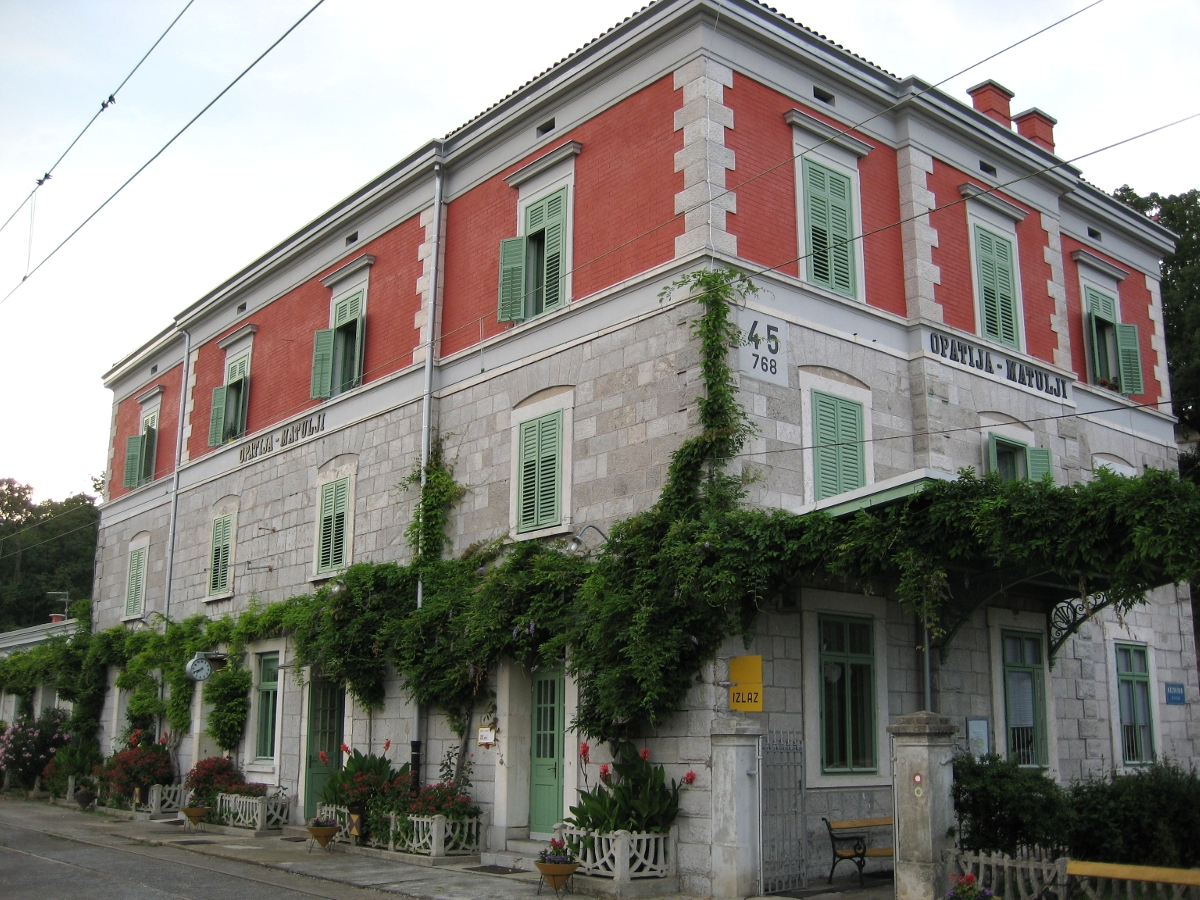
Empfangsgebäude des Bahnhofs Opatija-Matulji (2009)